# Sainte-Anne-des-Plaines
Sainte-Anne-des-Plaines es una ciudad de la provincia de Quebec, Canadá. Es una de las ciudades que conforman la Comunidad metropolitana de Montreal y se encuentra en el condado regional de Thérèse-De Blainville y a su vez, en la región administrativa de Laurentides. Hace parte de las circunscripciones electorales de Blainville a nivel provincial y de Terrebonne−Blainville a nivel federal.

## Geografía
Sainte-Anne-des-Plaines se encuentra ubicada en las coordenadas 45°46′00″N 73°49′00″O / 45.76667, -73.81667. Según Statistique Canada, tiene una superficie total de 92,81 km² y es una de las 1135 municipalidades en las que está dividido administrativamente el territorio de la provincia de Quebec.

## Demografía
Según el censo de Canadá de 2011, había 14 535 personas residiendo en esta ciudad con una densidad de población de 156,6 hab./km². Los datos del censo mostraron que de las 13 001 personas censadas en 2006, en 2011 hubo un aumento poblacional de 1534 habitantes (11,8%). El número total de inmuebles particulares resultó de 5185 con una densidad de 55,87 inmuebles por km². El número total de viviendas particulares que se encontraban ocupadas por residentes habituales fue de 5014.